# Rajesh Ramesh (Leichtathlet)
Rajesh Ramesh (Hindi राजेश रमेश; * 28. März 1999 in Peralam, Tamil Nadu) ist ein indischer Leichtathlet, der sich auf den 400-Meter-Lauf spezialisiert hat. 2023 wurde er Asienmeister in der Mixed-Staffel über 4-mal 400 Meter.

## Sportliche Laufbahn
Erste internationale Erfahrungen sammelte Rajesh Ramesh im Jahr 2018, als er bei den U20-Südasienmeisterschaften in Colombo in 48,00 s den vierten Platz im 400-Meter-Lauf belegte. Anschließend gelangte er bei den Juniorenasienmeisterschaften in Gifu mit der indischen 4-mal-400-Meter-Staffel mit 3:12,90 min auf Rang sechs und schied dann bei den U20-Weltmeisterschaften in Tampere mit 3:14,19 min im Vorlauf aus. 2022 startete er mit der Staffel bei den Weltmeisterschaften in Eugene und verpasste dort mit 3:07,29 min den Finaleinzug. Im Jahr darauf belegte er bei den Asienmeisterschaften in Bangkok in 45,67 s den sechsten Platz über 400 Meter und gewann mit der Männerstaffel in 3:01,80 min gemeinsam mit Amoj Jacob, Muhammed Ajmal Variyathodi und Mijo Chacko Kurian die Silbermedaille hinter dem Team aus Sri Lanka. Zudem siegte er in 3:14,70 min gemeinsam mit Aishwarya Mishra, Amoj Jacob und Subha Venkatesan in der Mixed-Staffel und stellte damit einen neuen Landesrekord auf. Im August belegte sie bei den Weltmeisterschaften in Budapest mit 2:5992 min im Finale den fünften Platz. Im Oktober gewann sie bei den Asienspielen in Hangzhou in 3:14,34 min gemeinsam mit Muhammed Ajmal Variyathodi, Vithya Ramraj und Subha Venkatesan die Silbermedaille hinter dem Team aus Bahrain und siegte in 3:01,58 min gemeinsam mit Muhammed Anas, Amoj Jacob und Muhammed Ajmal Variyathodi in der Männerstaffel. Bei den World Athletics Relays 2024 auf den Bahamas sicherte er der Männerstaffel einen Startplatz bei den Olympischen Sommerspielen in Paris, bei denen er mit 3:00,58 min im Vorlauf ausschied.
In den Jahren 2022 und 2023 wurde Ramesh indischer Meister in der Mixed-Staffel über 4-mal 400 Meter.

## Persönliche Bestzeiten
- 400 Meter: 45,54 s, 20. Juli 2024 in Warschau